# Vibeke Salicath
Vibeke Salicath, född 1861, död 1921, var en dansk kvinnosakspolitiker, författare och redaktör.
Hon var syster till Gyrithe Lemche. 
Hon var medlem i Dansk Kvindesamfund (DK), och vice ordförande i Dansk Kvindesamfund i Köpenhamn 1900-1905. Hon var redaktör för DK:s tidning Kvinden og Samfundet 1901-1902, och främst känd som journalist, som bidrog med artiklar i kvinnofrågan till många olika tidningar. 
Hon var medlem i Danske Kvindeforeningers Valgretsforbund, och dess ordförande 1907-1908. 